# Bematistes epaea
Bematistes epaea är en fjärilsart som beskrevs av Pieter Cramer 1779. Bematistes epaea ingår i släktet Bematistes och familjen praktfjärilar. Inga underarter finns listade i Catalogue of Life.

## Bildgalleri

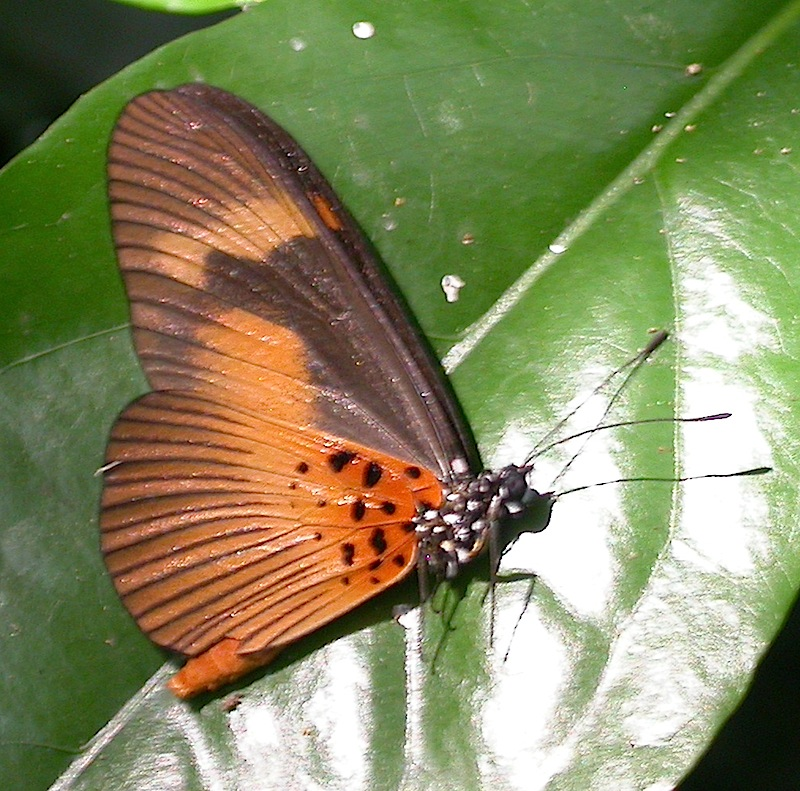